# Abbazia di San Michele (Farnborough)
L'abbazia di San Michele è un'abbazia benedettina, situata a Farnborough nello Hampshire, in Inghilterra. La comunità è nota per l'eccezionale qualità della sua liturgia, che prevede canti latini e gregoriani, per le sue pubblicazioni liturgiche e per l'elegante tipografia.
La comunità ha anche un indulto da parte della Santa Sede per poter celebrare i riti liturgici secondo il messale tridentino.

## Storia

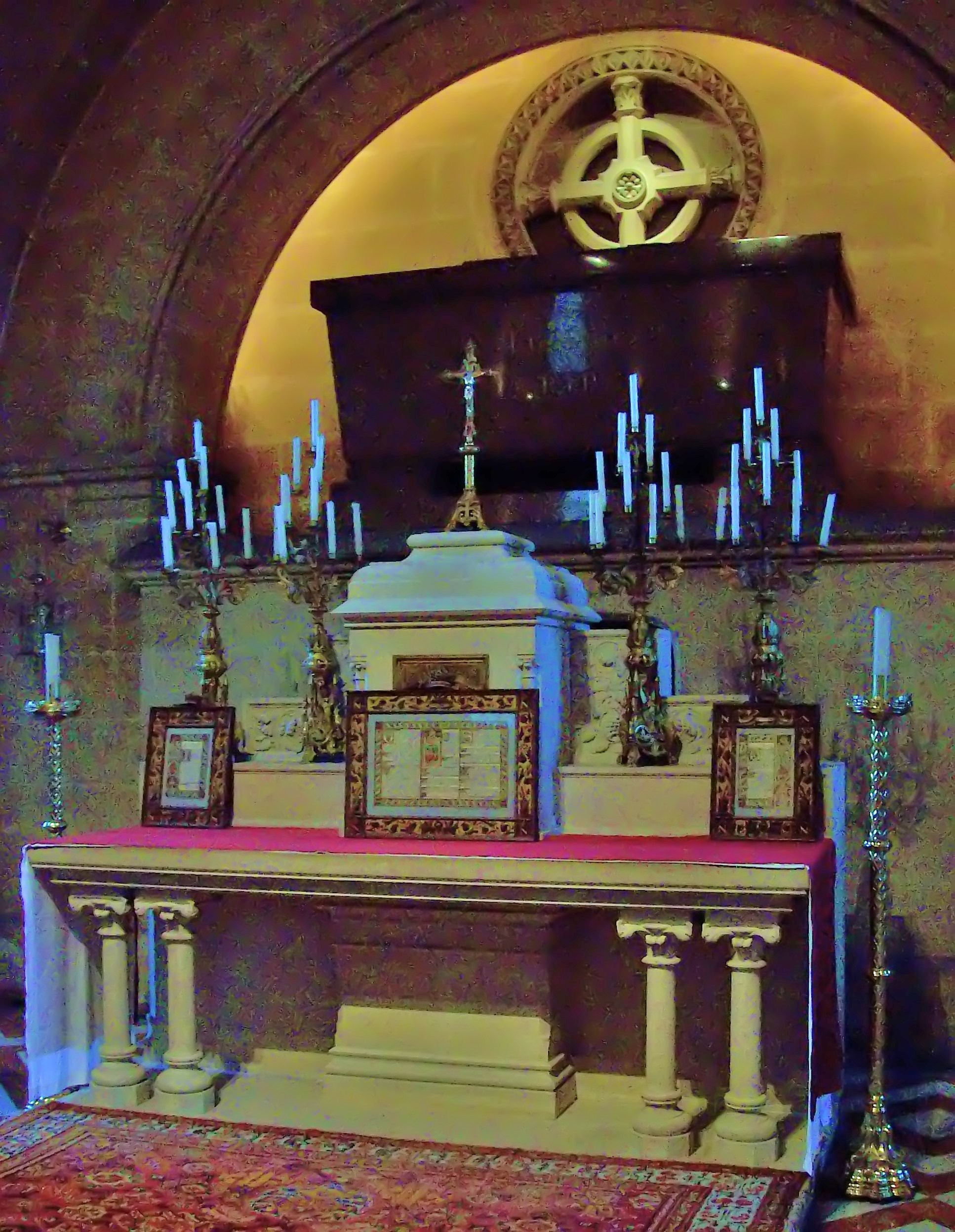
La tomba dell'imperatrice Eugenia, fondatrice dell'Abbazia

L'abbazia fu fondata nel 1881 dall'imperatrice Eugenia (1826–1920) come mausoleo per il marito, Napoleone III (1808–1873), imperatore dei francesi, e per suo figlio, il principe Napoleone Eugenio Luigi Bonaparte (1856–1879). Quando l'imperatrice morì nel 1920, anch'essa fu sepolta nella cripta imperiale accanto ai suoi cari.
Dopo che la chiesa e il monastero furono fondati dall'imperatrice Eugenia, furono inizialmente amministrati dai canonici regolari premostratensi. Nel 1885 l'imperatrice li sostituì con i monaci benedettini francesi dell'abbazia di Solesmes. Questa comunità, famosa per la sua scuola di scrittura e per la sua tradizione musicale di canti gregoriani, fu ridotta nel 1947 e incrementata da un piccolo gruppo di monaci inglesi dell'abbazia di Prinknash. L'ultimo monaco francese morì negli anni '60 del XX secolo. Nel 2006 la comunità ha eletto il primo abate inglese di Farnborough, il reverendissimo Dom Cuthbert Brogan.

## La chiesa dell'abbazia
La chiesa fu disegnata in un eclettico stile gotico flamboyant dal rinomato architetto francese Hippolyte Destailleur.
La chiesa ospita due famosi organi, installati nel 1905 e costruiti dall'impresa di Aristide Cavaillé-Coll.

## La biblioteca
La «Biblioteca centrale cattolica» fu allestita dalla Società della verità cattolica dopo la prima guerra mondiale. Fu per molti anni mantenuta dai francescani di Westminster fin quando furono obbligati a ritirarsi. Fu trasferita nell'abbazia di San Michele nel 2007 per un periodo di prova, nell'attesa di una sistemazione definitiva. Nello stesso anno fu ribattezzata "Biblioteca nazionale cattolica" ed è una delle migliori collezioni di libri cattolici in Inghilterra.